# Die Unbekannte aus der Seine

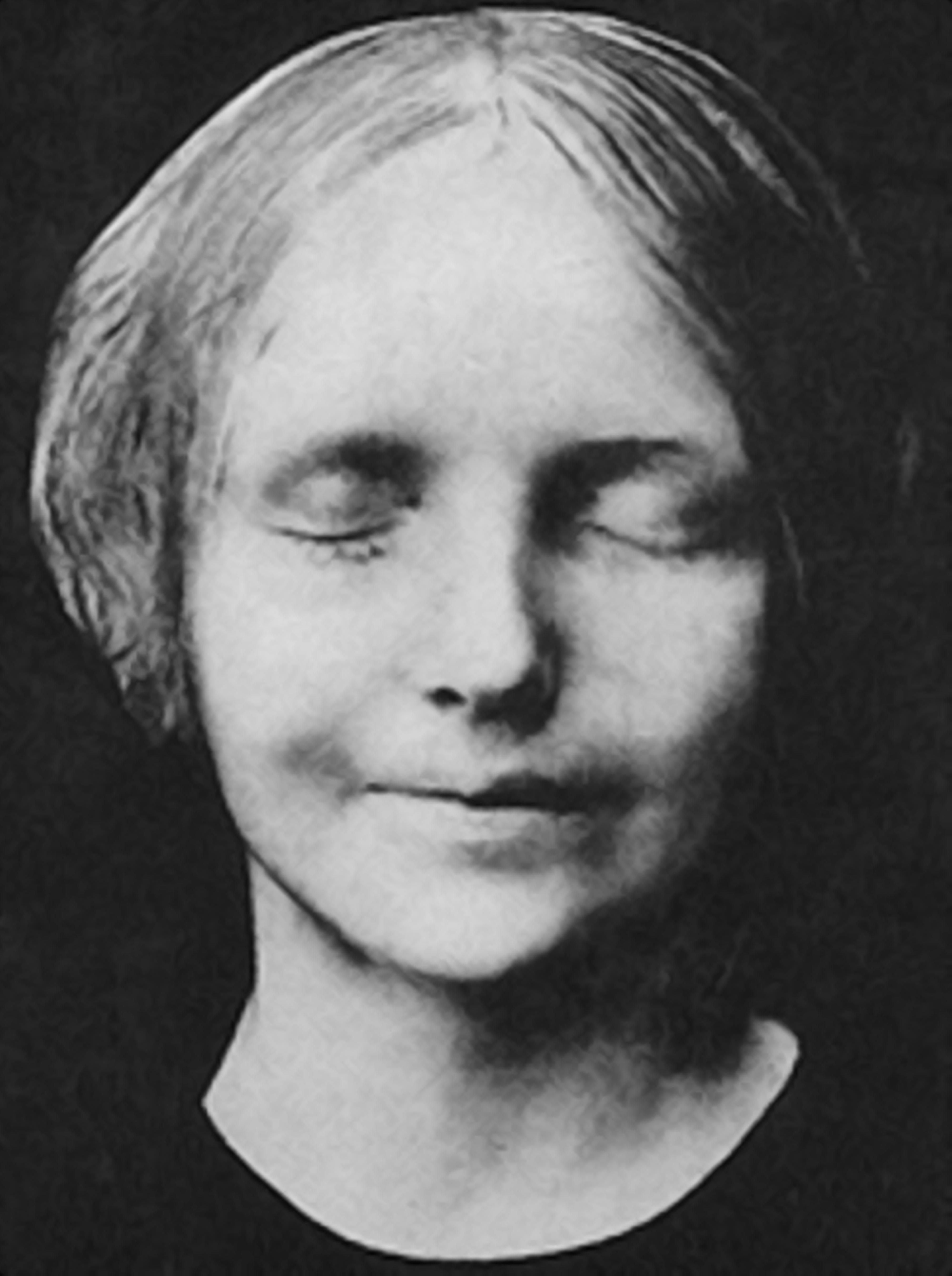
Die Unbekannte aus der Seine.

Die Unbekannte aus der Seine (französisch L’inconnue de la Seine) war eine nicht identifizierte junge Frau, deren Totenmaske nach 1900 an den Wänden vieler Künstlerwohnungen zu finden war. Sie inspirierte zahlreiche literarische Werke.

## Legende
Es wird vermutet, dass die unbekannte Frau, deren Leiche um 1900 in Paris aus der Seine geborgen wurde, Suizid durch Ertrinken verübt hat. Ein Mitarbeiter der Pariser Leichenschauhalle soll von ihrer Schönheit so angetan gewesen sein, dass er einen Gipsabdruck ihres Gesichts nahm. Er ließ eine Totenmaske anfertigen, von der in den folgenden Jahren zahlreiche Kopien gemacht wurden, die in der Pariser Bohème als morbides Einrichtungsaccessoire in Mode kamen. Der rätselhaft friedvolle Gesichtsausdruck der Toten war Anlass für zahllose Spekulationen über ihr Leben, ihre Todesumstände und ihre Befindlichkeit im Jenseits.
Mediengeschichtlich interessant ist die damalige Popularität dieser Abbildungen. Sie hängt mit der Mehrfachreproduktion zusammen: Dass die Abdrücke der Totenmaske fotografiert und von den Negativen wiederum reproduziert wurden, schien ihre Authentizität zu verstärken. Das Wasser schien den letzten Gesichtsausdruck ihres Lebens wie ein Foto gebannt zu haben, was bei Wasserleichen nicht der Fall ist.
Elisabeth Bronfen überliefert eine andere Entstehungslegende, gemäß der ein findiger Hamburger Gipsfabrikant einen Abdruck vom Gesicht seiner lebenden Tochter herstellte.

## Rezeption

### Belletristik

#### Deutschland
- Der Protagonist von Rainer Maria Rilkes einzigem Roman Die Aufzeichnungen des Malte Laurids Brigge (1910) sinniert: „Der Mouleur, an dem ich jeden Tag vorüberkomme, hat zwei Masken neben seiner Tür ausgehängt. Das Gesicht der jungen Ertränkten, das man in der Morgue abnahm, weil es schön war, weil es lächelte, weil es so täuschend lächelte, als wüßte es.“
- Im Jahr 1926 veröffentlichte Ernst Benkard Das letzte Antlitz, einen in mehrere Sprachen übersetzten Band über Totenmasken, in dem es über die Unbekannte heißt, sie sei „uns jedoch ein zarter Schmetterling, der, sorglos beschwingt, an der Leuchte des Lebens seine feinen Flügel vor der Zeit verflattert und versengt hat.“
- Ein fester Bestandteil des Mythos ist auch Reinhold Conrad Muschlers Novelle Die Unbekannte (1934), in der in ausgesprochen rührseliger Weise das Schicksal der Provinzwaise Madeleine Lavin geschildert wird, die sich in den britischen Diplomaten Lord Thomas Vernon Bentick verliebt. Als dieser nach einigen sehr romantischen Tändeleien jedoch wieder zu seiner Verlobten aufbricht, geht sie ins Wasser, und „ihr Antlitz lächelte verklärt, als man sie fand“.[2]
- Hertha Pauli, die Schwester Wolfgang Paulis, hatte bereits am 4. November 1931 im Berliner Tageblatt die Geschichte L’Inconnue de la Seine veröffentlicht. 1933 verarbeitete ihr enger Freund Ödön von Horváth diese Geschichte zu dem Drama Die Unbekannte aus der Seine. 1934 erschien Totenmasken, die erste veröffentlichte Gedichtsammlung von Friedrich Ernst Peters, deren letztes Gedicht der Unbekannten aus der Seine und ihrem leuchtenden (sowie leicht spöttischen) Lächeln aus dem Jenseits gewidmet ist.
- In Claire Golls Kurzgeschichte Die Unbekannte aus der Seine (1936) stirbt der Protagonist Armandier an einem Herzinfarkt, als er der Totenmaske ansichtig wird, da er in einer Mischung aus Wahn und Schuldgefühl darin das Gesicht seiner Tochter zu erkennen glaubt.
- In Max Frischs Farce Die Chinesische Mauer (1946) tritt die Unbekannte als Figur auf.
- In Arno Schmidts Erzählung Brand’s Haide (1951) gibt die krasse materielle Notlage des Jahres 1946 dem Helden die Idee ein: „n Suppenteller kriegte man nicht zu kaufen, aber wenn man die Totenmaske der inconnue de la Seine, 38 Mark 50, umdrehte, konnte man sie als solchen verwenden.“
- In Johannes Mario Simmels Roman Und Jimmy ging zum Regenbogen (1970) wird ihr geheimnisvolles Lächeln mit dem der Protagonistin verglichen.

#### Russland
Im Jahr 1934 schrieb Vladimir Nabokov, möglicherweise von Muschlers Novelle beeinflusst, ein Gedicht ohne Titel über die Unbekannte, das im Juni von der Pariser Emigranten-Zeitschrift Poslednie novosti veröffentlicht wurde.

#### Frankreich
- Maurice Blanchot, der ebenfalls eine solche Maske besaß, beschrieb sie als „une adolescente aux yeux clos, mais vivante par un sourire si délié, si fortuné, […] qu’on eût pu croire qu’elle s’était noyée dans un instant d'extrême bonheur“ (dt. „ein junges Mädchen mit geschlossenen Augen, das jedoch belebt war durch ein so entspanntes, beglücktes Lächeln […], dass man hätte glauben können, sie sei in einem Moment großer Glückseligkeit ins Wasser gegangen.“).
- Im Jahr 1931 veröffentlichte der Autor Jules Supervielle eine Erzählung, die sich aus der Perspektive der Lebensmüden als Ich-Erzählerin über Sinn und Unsinn des Selbstmordes verbreitet.
- In Louis Aragons Roman Aurélien (1944) spielt die Unbekannte ebenfalls eine große Rolle.

### Weitere Medien
- Muschlers Novelle wurde Grundlage der deutschen Verfilmung Die Unbekannte von Frank Wisbar (in Österreich: Die Unbekannte aus der Seine) 1936 mit Sybille Schmitz (Madeleine) und Jean Galland (Thomas) in den Hauptrollen.[4]
- Im Jahr 1941 schuf die österreichische Choreographin Hanna Berger die Solo-Choreographie L’Inconnue de la Seine Op. 27 zu Claude Debussys Klavierstück Reflets dans l’eau aus den Images (Vol. 1), die sich ebenfalls auf die Unbekannte aus der Seine bezieht.[5]
- Man Ray versuchte ab 1945 in mehreren raffiniert ausgeleuchteten Fotografien, der Maske „Leben einzuhauchen“.
- Das Antlitz der Unbekannten aus der Seine ziert auch den Kopf der Resusci-Anne, der Erste-Hilfe-Puppe, die seit 1958 von Peter Safar und Asmund Laerdal entwickelt und seit 1960 für Erste-Hilfe-Kurse serienmäßig hergestellt wird (siehe Herz-Lungen-Wiederbelebung).
- Der österreichische Komponist Richard Maux (1893–1971) schrieb eine fast halbstündige symphonische Dichtung mit dem Titel Die Unbekannte von der Seine (Opus 791), die in ihrer letzten Fassung von 1959 auch in einer Rundfunkaufnahme des ORF mit dem ORF-Symphonieorchester unter der Leitung von Karl Etti vorliegt.
- Auf dem Mini-Album Gaudeamus Igitur (veröffentlicht im April 2017) der Band Welle: Erdball befindet sich ein Song mit dem Titel L’inconnue de la Seine.
- Der britische Musiker Frank Turner widmete ihr auf seinem Album No man's Land den Titel Rescue Annie und den dazugehörigen Podcast aus der Reihe Tales from No man’s Land.